# Ryoji Isaoka
Ryoji Isaoka (japonès: 砂岡 良治)  (Ōhira, 18 de febrer de 1962) és un aixecador de peses japonès, ja retirat, que va competir durant les dècades de 1980 i 1990.
El 1984 va prendre part en els Jocs Olímpics d'Estiu de Los Angeles, on guanyà la medalla de bronze en la competició del pes pesant lleuger del programa d'halterofília. Quatre anys més tard, als Jocs de Seül, fou sisè en la mateixa prova, mentre el 1992, als Jocs de Barcelona, disputà la prova del pes semipesant.
En el seu palmarès també destaquen una medalla de bronze al Campionat del món d'halterofília de 1984 i dues medalles d'or i una de bronze als Jocs Asiàtics entre les edicions de 1982 i 1990.